# 金安镇
金安镇，是中华人民共和国云南省丽江市古城区下辖的一个乡镇级行政单位。
2004年7月20日，云南省人民政府批复同意龙山乡更名为金安乡。
2012年6月13日，云南省人民政府批复同意撤销金安乡，设立金安镇。

## 行政区划
金安镇下辖以下地区：
龙山村、龙兴村、玉河村、三古村、增明村、意新村和光乐村。

## 中国传统村落
2013年8月，义新村委会五坝里村被评为第二批中国传统村落。